# The Dead Weather
The Dead Weather — американський рок-гурт, створений в місті Нешвілл, штат Теннессі у 2009 році. До складу гурту входять учасники ряду відомих колективів: Елісон Моссхарт (The Kills, Discount), Джек Вайт (The White Stripes, The Raconteurs), Дін Фертайта (Queens of the Stone Age) і Джек Лоренц (The Raconteurs і The Greenhornes). The Dead Weather дебютували на відкритті студії звукозапису Third Man Records 11 березня 2009 в місті Нешвілл. Гурт виступив першого разу на цьому заході, безпосередньо перед випуском їх дебютного синглу «Hang You from the Heavens».

## Історія

### Створення гурту та альбом Horehound
Коли The Raconteurs виступали в Мемфісі, штат Теннессі, Джек Вайт втратив голос і учасники гурту попросили Елісон Моссхарт з гурту The Kills, з яким вони були в турі, заспівати в деяких піснях. Елісон погодилася і заспівала пісні «Steady as She Goes» та «Salute Your Solution». Пізніше Джек Вайт запитав її, чи не хотіла б вона записати пісню з ним і Джеком Лоренцом. Елісон знову погодилася і вони зустрілися в студії Діна Фертайти, де зіграли в ту ніч декілька пісень. Зрештою було вирішено створити гурт в якому Моссхарт буде вокалісткою, Лоренц буде грати на бас-гітарі, Дін Фертайта — на гітарі та клавішних, Джек Вайт — на барабанах. Джек заявив, що він хотів грати саме на ударних в гурті, після того, як зіграв партію на барабанах в пісні «Another Way To Die» з Алішою Кіз. Він грав на барабанах будучи ще малим, а також в гурті Goober & the Peas, перед тим як створив The White Stripes. Джек відчував, що його гра на соло-гітарі в іншому гурті буде занадто надлишковою і він бачив можливість зробити щось інше, зіграти на іншому інструменті.
В січні 2009 року Моссхарт, Фертайта, Лоренці та Вайт зібралися на імпровізаційний джем в студії Third Man. Сесія тривала два з половиною тижні протягом яких, тривав процес написання та запису пісень. «Речі просто почали відбуватися», сказав Вайт. «У нас не було напряму. Ми просто писали пісні та записували їх на льоту… Там не було часу, щоб думати про те, що це було. Це просто було.»
Дебютний альбом Horehound, було випущено 14 липня 2009 року в Північній Америці, і 13 липня в Європі. Альбом зайняв 6 місце в чарті Billboard 200 і 14 місце в UK Albums Chart. Три треки з альбому Horehound («No Hassle Night», «Hang You from the Heavens» та «Treat Me Like Your Mother») були доступні для завантаження в той же день, як північноамериканський реліз. Крім власних композицій музиканти включили до платівки кавер-версію пісні Боба Ділана «New Pony». Джек Вайт, як спів-директор зняв короткометражний документальний фільм про The Dead Weather, який називається «Full Flash Blank». Відео містить ексклюзивні інтерв'ю учасників гурту і записи живого виконання пісень «60 Feet Tall», «I Cut Like A Buffalo» і «Treat Me Like Your Mother».

### Sea of Cowards
16 жовтня 2009, Елісон Моссхарт підтвердила, що другий альбом наполовину зроблено. Пізніше Джек Вайт повідомив, що перший сингл з нового альбому буде називатися «Die By The Drop», і він сам виконав основну вокальну партію. Джек прокоментував, що альбом вийшов більш блюзовий і важчий, ніж вони собі уявляли. Sea of Cowards вперше побачив світ 7 травня 2010 року в Ірландії, а потім випущений 10 травня та 11 травня в США і Великій Британії відповідно.
Альбом піднявся на п'яту позицію в Billboard 200 і був розміщений на одинадцятому місці журналу Rolling Stone серед тридцяти найкращих альбомів 2010 року. Пісня «Rolling in on a Burning Tire» є саундтреком до фільму «Сутінки. Сага: Затемнення».
Учасники The Dead Weather в цей час повернулися до своїх інших проєктів, проте, Лоренц прогнозує, що в майбутньому, гурт буде робити записи та даватиме концерти.

## Вплив і звук
На Джека та Елісон дуже сильно вплинула творчість Капітана Біфхарта. Вони зробили декілька кавер-версій його пісень граючи в різних колективах. The Dead Weather зазвичай відкривають свої концерти піснею «Sure Nuff 'N' Yes I Do». В пісні «Hussle and Cuss», перший рядок містить слова: «knock on the door and the door knocks back», які дуже близькі до слів в пісні Біфхарта «The Dust Blows Forward and the Dust Blows Back». На сценічний образ Моссхарт значною мірою вплинув перегляд концертних виступів Дженіс Джоплін і Патті Сміт. Проте одним з улюблених гуртів Моссхарт є Sonic Youth, музика якого вплинула на звучання The Dead Weather загалом.

## Склад гурту
- Елісон Моссхарт
- Джек Вайт
- Дін Фертайта
- Джек Лоренц

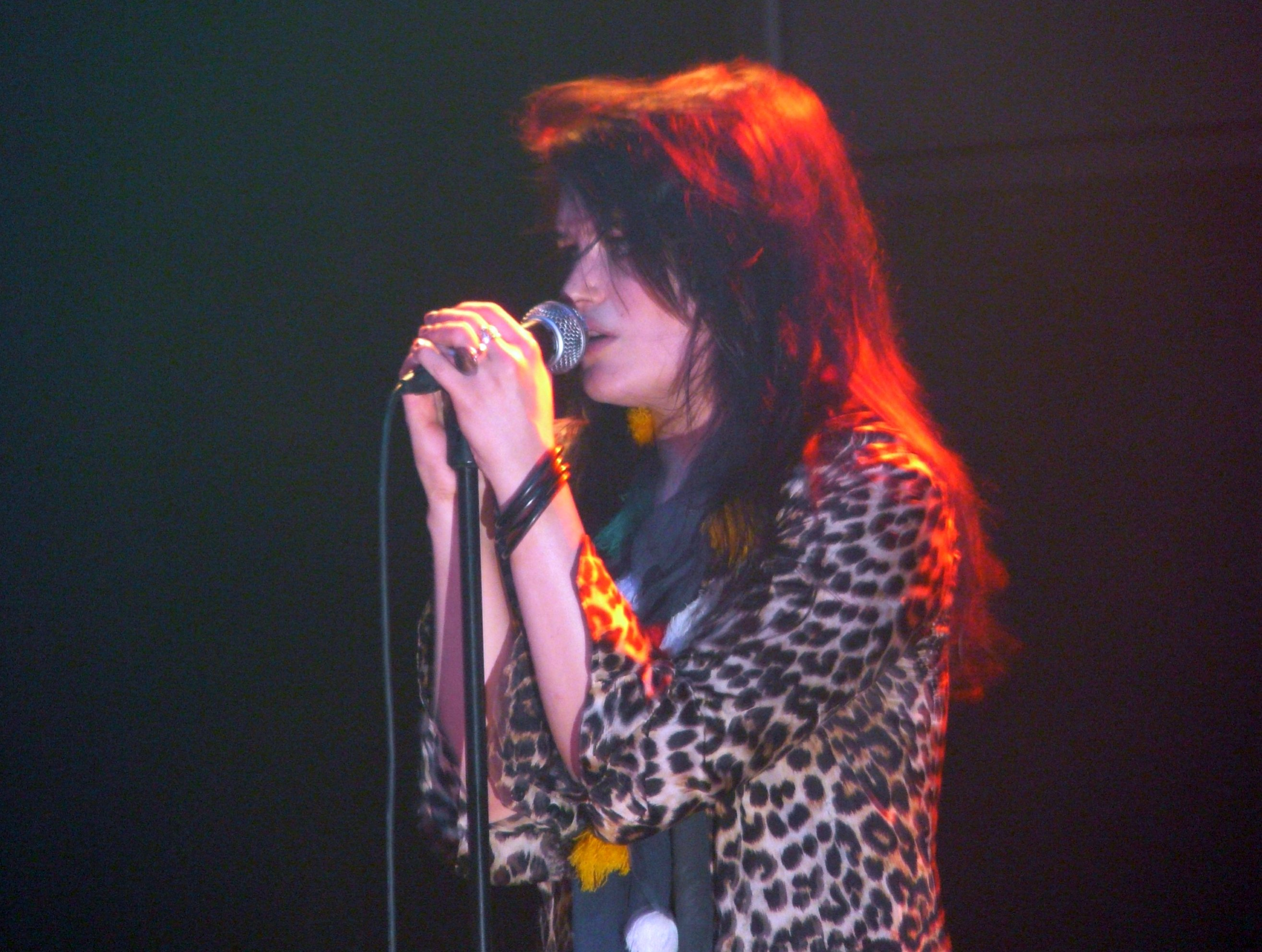
Елісон Моссхарт (Discount і The Kills).
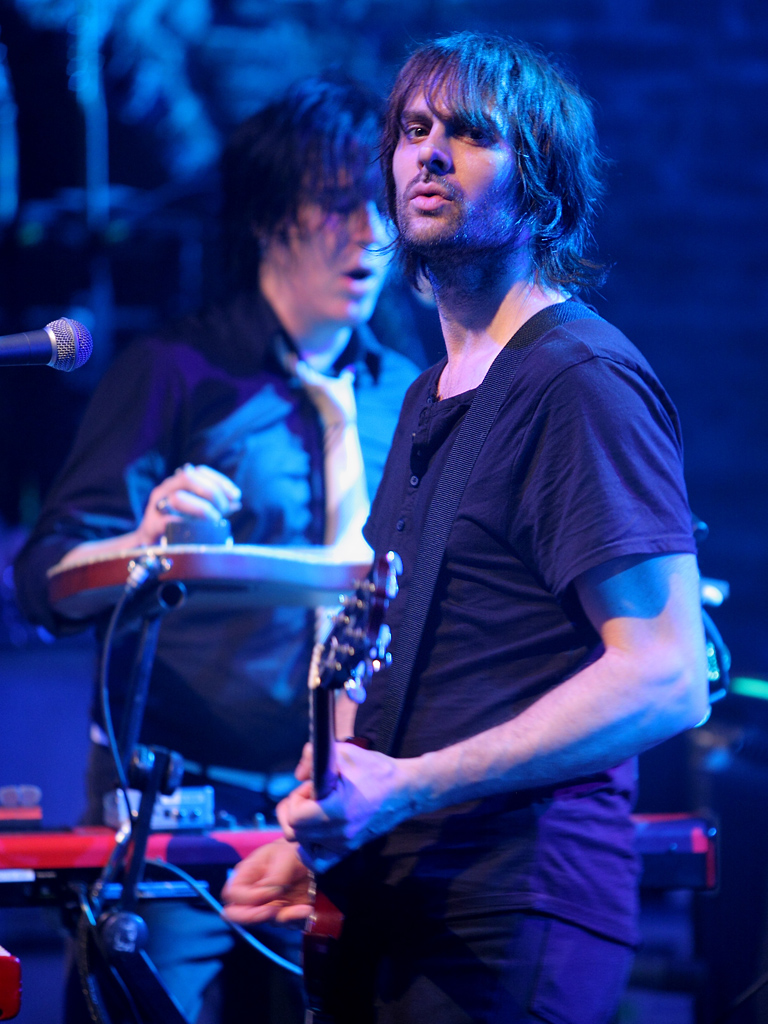
Дін Фертайта (Queens of the Stone Age).
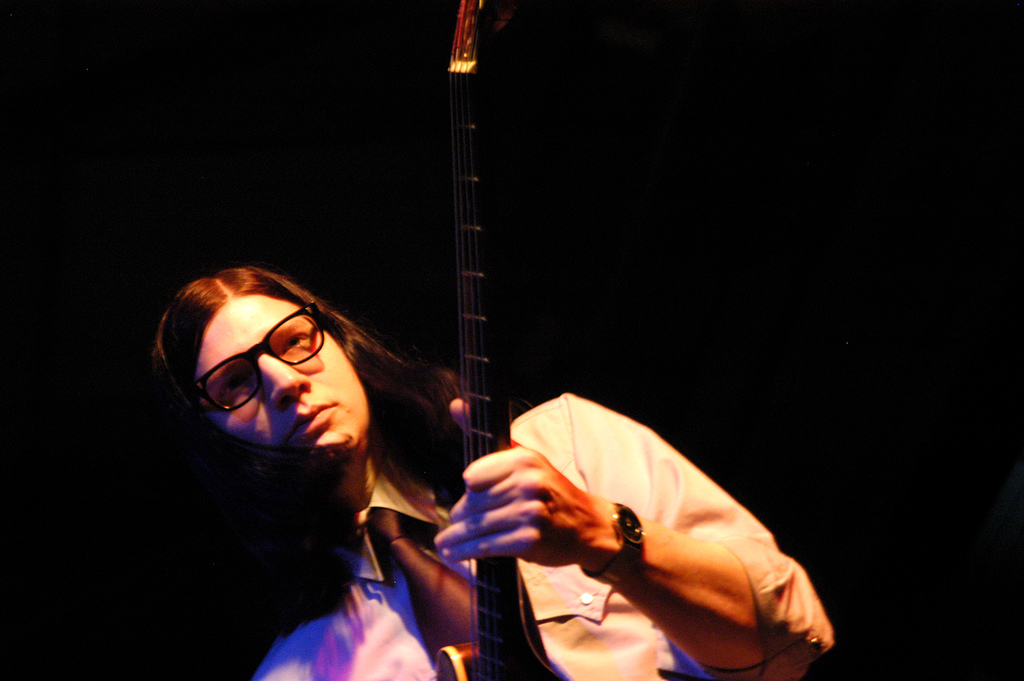
Джек Лоренц (The Greenhornes і The Raconteurs).
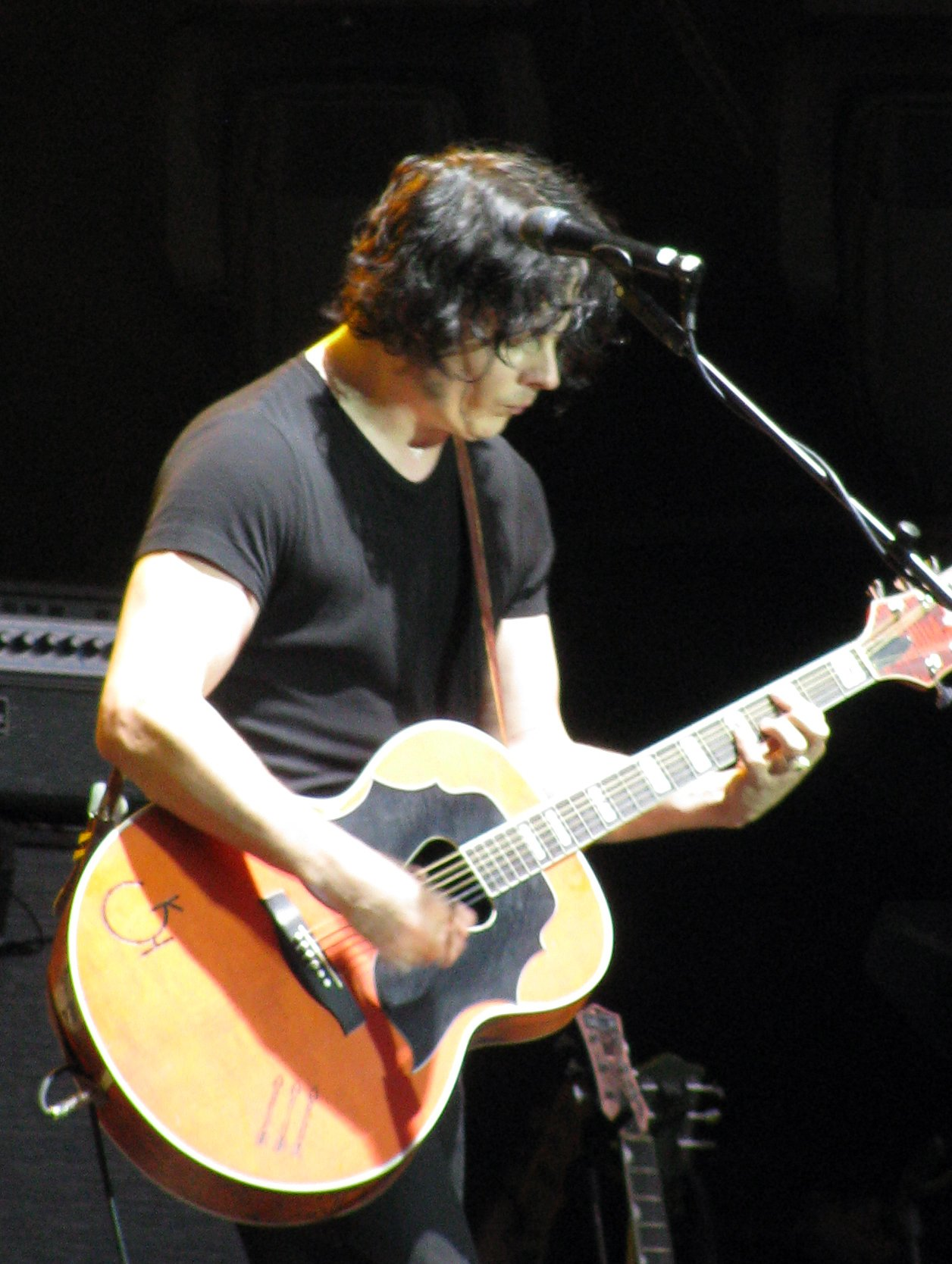
Джек Вайт (The White Stripes & The Raconteurs)

## Дискографія

### Студійні альбоми
| Назва          | Деталі                                                                                       | Найвищіщі позиції в чартах | Найвищіщі позиції в чартах | Найвищіщі позиції в чартах | Найвищіщі позиції в чартах | Найвищіщі позиції в чартах | Найвищіщі позиції в чартах | Найвищіщі позиції в чартах | Найвищіщі позиції в чартах | Найвищіщі позиції в чартах | Найвищіщі позиції в чартах |
| Назва          | Деталі                                                                                       | US                         | CAN                        | AUS                        | NZ                         | NOR                        | AUT                        | SWI                        | FRA                        | NL                         | UK                         |
| -------------- | -------------------------------------------------------------------------------------------- | -------------------------- | -------------------------- | -------------------------- | -------------------------- | -------------------------- | -------------------------- | -------------------------- | -------------------------- | -------------------------- | -------------------------- |
| Horehound      | - Дата виходу: 14 липня 2009 - Лейбл: Third Man Records - Формати: CD, LP, цифровий формат   | 6                          | 7                          | 48                         | 24                         | 26                         | 43                         | 14                         | 19                         | 63                         | 14                         |
| Sea of Cowards | - Дата виходу: 11 травня 2010 - Лейбл: Third Man Records - Формати: CD, LP, цифровий формат  | 5                          | 6                          | 28                         | 13                         | 11                         | 24                         | 19                         | 30                         | 76                         | 32                         |
| Dodge and Burn | - Дата виходу: 25 вересня 2015 - Лейбл: Third Man Records - Формати: CD, LP, цифровий формат | 10                         | 16                         | 21                         | 32                         | 14                         | 28                         | 15                         | 47                         | 25                         | 21                         |

### Концертні альбоми
| Назва                          | Деталі                                                                                    |
| ------------------------------ | ----------------------------------------------------------------------------------------- |
| Live at Third Man Records West | - Дата виходу: 30 жовтня 2009 - Лейбл: Reprise Records - Формати: CD, LP, цифровий формат |

### Сингли
| Рік  | Пісня                       | Найвищі позиції в чартах | Найвищі позиції в чартах | Найвищі позиції в чартах | Найвищі позиції в чартах | Альбом         |
| Рік  | Пісня                       | US Sales                 | US Alt                   | US Rock                  | UK                       | Альбом         |
| ---- | --------------------------- | ------------------------ | ------------------------ | ------------------------ | ------------------------ | -------------- |
| 2009 | «Hang You from the Heavens» | 8                        | —                        | —                        | —                        | Horehound      |
| 2009 | «Treat Me Like Your Mother» | —                        | 40                       | —                        | 168                      | Horehound      |
| 2009 | «I Cut Like a Buffalo»      | —                        | —                        | —                        | —                        | Horehound      |
| 2010 | «Die by the Drop»           | —                        | 20                       | 36                       | 154                      | Sea of Cowards |
| 2010 | «Blue Blood Blues»          | —                        | —                        | —                        | —                        | Sea of Cowards |

### Музичні кліпи
| Рік  | Пісня                         | Директор                    |
| ---- | ----------------------------- | --------------------------- |
| 2009 | «Hang You from the Heavens»   | Девід Свонсон               |
| 2009 | «Treat Me Like Your Mother»   | Джонатан Ґлейзер            |
| 2009 | «I Cut Like a Buffalo»        | Jack White                  |
| 2009 | «Will There Be Enough Water?» | Девід Свонсон               |
| 2010 | «Die by the Drop»             | Флорія Сігізмонді           |
| 2010 | «Blue Blood Blues»            | Крістофер Міллс і Тім Вілер |